# Tapura orbicularis
Tapura orbicularis là một loài thực vật thuộc họ Dichapetalaceae. Đây là loài đặc hữu của Cuba. Chúng hiện đang bị đe dọa vì mất môi trường sống.